# Liberal Party of Canada
The Liberal Party of Canada (fransk: Parti libéral du Canada) er et liberalt/socialliberalt politisk parti i Canada. 
Partiet blev dannet i 1867 og er dermed det ældste stadig fungerende parti i landet. Politisk er det placeret i centrum af landets politiske spektrum mellem Conservative Party of Canada og det socialdemokratisk orienterede New Democratic Party og kombinerer ønsket om en stærk velfærdsstat med en liberal økonomisk politik. Lige fra Wilfrid Laurier i 1896 har samtlige formænd for partiet bortset fra to, Stéphane Dion og Michael Ignatieff, været Canadas premierminister. Partiet var i opposition i det canadiske parlament fra februar 2006 til november 2015, hvor partiets leder Justin Trudeau indtog posten som Canadas 23. premierminister. I marts 2025 blev han afløst både som liberal partileder og premierminister af Mark Carney.

## Organisation
Liberal Party of Canada er som føderalt parti opbygget af en række lokale afdelinger, men provinserne Ontario, Alberta, British Columbia og Quebec har selvstændige liberale partier. Mens partierne i Ontario og Alberta ligger tæt på det føderale parti, mens partierne i British Columbia og Quebec ligger mere til højre.